# Control (canción de Puddle of Mudd)
«Control» es el primer sencillo de la banda estadounidense de metal alternativo Puddle of Mudd en su primer álbum Come Clean. La canción "Control" fue muy popular, alcanzando el número 3 en la lista de Mainstream Rock, el número 3 en la lista Modern Rock Tracks y el número 68 en el Billboard Hot 100.

## Sencillo
US/Europe promo (2001)
| N.º | Título                                                    | Duración |  |
| 1.  | «Control (Album version)» (Brad Stewart, Wesley Scantlin) | 3:50     |  |

Europe enhanced single (2001)
| N.º | Título                                                       | Duración |  |
| 1.  | «Control (Album version)»                                    | 3:50     |  |
| 2.  | «Control (Acoustic version)» (Brad Stewart, Wesley Scantlin) | 4:09     |  |
| 3.  | «Control (Video)» (Directed By Fred Durst)                   | 4:40     |  |

Australian enhanced (2001)
| N.º | Título                                    | Duración |  |
| 1.  | «Control (Album version)»                 | 3:50     |  |
| 2.  | «Control (Acoustic version)»              | 4:09     |  |
| 3.  | «Never Change (Album version)» (Scantlin) | 3:59     |  |
| 4.  | «Control (Video)»                         | 4:40     |  |

UK enhanced single (2002)
| N.º | Título                                                    | Duración |  |
| 1.  | «Control (Album version)»                                 | 3:50     |  |
| 2.  | «Abrasive (Non-LP track)» (Scantlin, From Abrasive Album) | 3:14     |  |
| 3.  | «Control (Acoustic version)»                              | 4:09     |  |
| 4.  | «Control (Video)»                                         | 4:40     |  |

UK 7" brown vinyl
| Side A |                           |          |  |
| N.º    | Título                    | Duración |  |
| 1.     | «Control (Album version)» | 3:50     |  |

| Side B |                           |          |  |
| N.º    | Título                    | Duración |  |
| 1.     | «Abrasive (Non-LP track)» | 3:14     |  |

Europe enhanced Maxi Single (2002)
| N.º | Título                       | Duración |  |
| 1.  | «Control (Album version)»    | 3:50     |  |
| 2.  | «Control (Acoustic version)» | 4:09     |  |
| 3.  | «Abrasive (Non-LP track)»    | 3:14     |  |
| 4.  | «Control (Video)»            | 4:40     |  |

## Apariciones
- La canción fue incluida en el álbum recopilatorio Gran parte de la música de Big Shiny Tunes 6.
- La canción fue utilizada más tarde como parte de bandas sonoras de películas (por ejemplo, The Killer).
- Esta canción fue también el tema principal de WWF/WWE  Survivor Series 2001.